# Tiranet bec-roig
El tiranet bec-roig (Zimmerius cinereicapilla) és una espècie d'ocell de la família dels tirànids (Tyrannidae) que habita boscos de les terres baixes del nord-est de l'Equador i centre del Perú.